# Rosalinda Celentano
Rosalinda Celentano est une actrice et chanteuse italienne née le 15 juillet 1968 à Rome.
Fille de Adriano Celentano et Claudia Mori, elle a notamment joué le rôle de Satan dans La Passion du Christ.

## Biographie
En 1990, elle s'essaye à une carrière de chanteuse, apparaissant avec la chanson The Golden Age au festival de Sanremo, où elle atteint la finale dans la section jeunesse. L'année suivante, elle remporte ce qui était la dernière édition de la section du disque vert de la Festivalbar avec la chanson Combien de trains. En 1994, elle conduit pour le réseau SuperSix Videoone avec DJ Roberto Onofri pour 150 épisodes puis, en novembre 2002, est la marraine et présentatrice de la première édition de l'Étrurie Cinema Award, entièrement consacrée au cinéma fait par les femmes. En 2004, elle est connue par le public international pour son rôle de Satan dans le film de Mel Gibson, La Passion du Christ et reçoit également un prix au Festival de Global Film d'Ischia, la même année.
En 2020, elle participe à la 15e saison de l'émission Ballando con le stelle.

## Filmographie
- 2003 :
  - Le purificateur de Brian Helgeland
  - Poco più di un anno fa de Marco Filiberti
- 2004 :
  - La Passion du Christ de Mel Gibson

## Distinction
- 2002 : Globe d'or de la meilleure actrice - révélation.